# Patrulla Azul
La Patrulla Azul (PA) fue una unidad aérea del Bando sublevado que operó durante la Guerra civil española. Fue creada en diciembre de 1936 por Joaquín García-Morato, convirtiéndose en una de las unidades más famosas de la Aviación "Nacional". Algunos de sus integrantes lucharían después en la Segunda Guerra Mundial junto a la Luftwaffe alemana, integrándose en la Escuadrilla Azul.

## Historial

### Orígenes
La Patrulla Azul fue creada al comienzo la guerra civil española por Joaquín García-Morato, en diciembre de 1936. Tras la sublevación militar, la aviación de caza española estaba dotada de algunos cazas Nieuport NiD-52, que pronto quedaron obsoletos. Pocas semanas después de empezar la guerra, la Aviación Nacional ya dependía enteramente de los aviones cedidos por sus aliados alemanes e italianos, lo que les restaba independencia operativa. Estos se negaban en ocasiones a obedecer a los mandos de la Aviación Nacional, debido en parte a que no aceptaban tener que someterse a su mando, así como a las diferencias de criterio a la hora de actuar. En diciembre de 1936, la Aviación rebelde sólo disponía de 6 Heinkel He-51 cedidos por los alemanes, pero estos aviones estaban ya obsoletos para ser usados como cazas.
En esas mismas fechas, la aviación italiana cede a los españoles tres cazas Fiat CR-32, más adecuados para usarlos como cazas, lo que permitió a Joaquín García-Morato crear la Patrulla Azul en unión de los pilotos Narciso Bermúdez de Castro y Zafra-Vázquez y Julio Salvador y Díaz-Benjumea. Con esta patrulla, los españoles pudieron efectuar misiones de caza de manera independiente, sin tener que depender del apoyo de la caza alemana e italiana.

### Batalla del Jarama

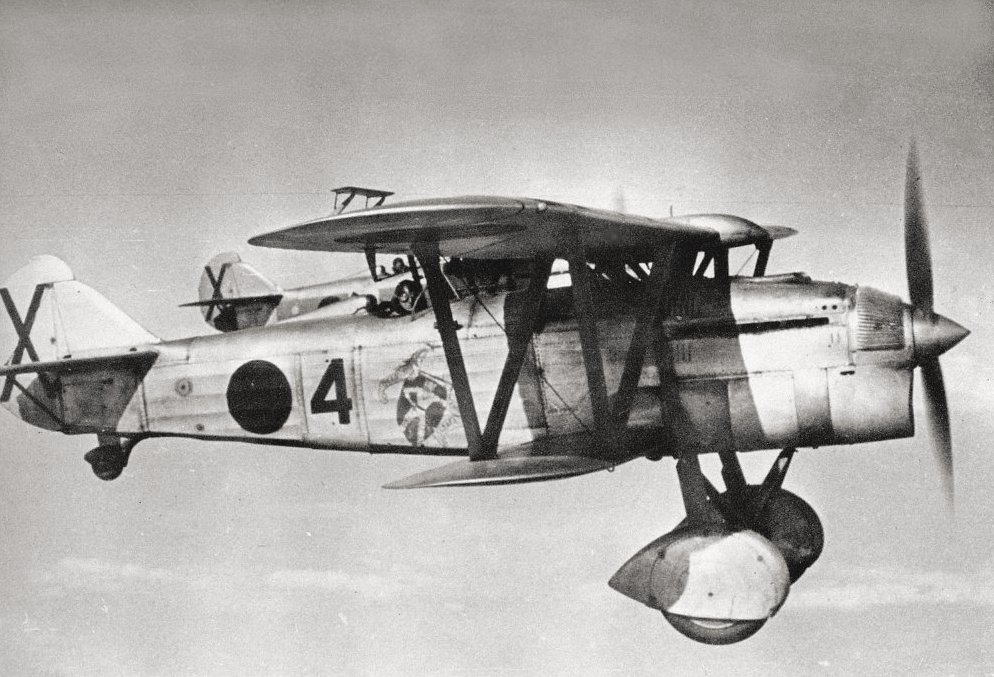
Dos cazas Fiat CR.32 de la Aviazione Legionaria.

Durante la Batalla del Jarama, en febrero de 1937, la negativa de la aviación italiana a escoltar a los bombardeos Ju-52 españoles, por detrás de las líneas enemigas, impulsó a Alfredo Kindelán, jefe de la Aviación Nacional, a destacar a la Patrulla Azul a ese frente. Esta patrulla fue asignada a una escuadrilla italiana para escoltar con sus tres aviones a los bombarderos españoles.
El 18 de febrero de 1937, la aviación de caza italiana, siguiendo órdenes de sus superiores, se negó a cruzar las líneas propias para proteger a los bombarderos españoles. Joaquín García-Morato, al frente de su patrulla de tres aviones, cruzó las líneas para proteger a los bombarderos y se enfrentó a más de 30 aviones de caza republicanos, que se habían lanzado a acosar a los bombarderos españoles.Los pilotos de caza italianos, al ver el aprieto en que se encontraban los cazas españoles, desobedecieron las órdenes de sus superiores y cruzaron las líneas en apoyo de sus aliados. Tras el combate, la caza republicana se retiró después de haber sufrido la pérdida de varios aparatos. 
Esta hazaña supuso la Cruz Laureada de San Fernando para Joaquín García-Morato y la Medalla Militar Individual para Narciso Bermúdez de Castro y Zafra-Vázquez y Julio Salvador y Díaz-Benjumea. Esta acción militar lanzó a la fama a la Patrulla Azul.

### Primer Grupo de Caza
En abril de 1937, la cesión de más Fiat C.R.32 por parte de los italianos permitió crear una escuadrilla de caza, la 1-E-3 (Primera Escuadrilla de aviones Tipo 3), y a finales de mes se formó la 2-E-3. Juntando ambas escuadrillas se creó el primer grupo de la caza hispana, el 2-G-3. A partir de ese momento, la aviación de caza española fue aumentando en tamaño y autonomía, sentando las bases de la "Brigada Hispana", uno de los componentes de la aviación en el bando sublevado, junto a los italianos de la Aviación Legionaria y los alemanes de la Legión Cóndor.
Sin embargo, la guerra pasó factura a los componentes iniciales de la Patrulla azul: Narciso Bermúdez de Castro cayó abatido durante la Batalla de Brunete, mientras que García-Morato murió en un accidente aéreo justo unos días después de que acabase la guerra. El único superviviente del grupo original fue Julio Salvador y Díez-Benjumea, que combatió junto a la Luftwaffe durante Segunda Guerra Mundial y llegaría a ser Ministro del Aire durante la Dictadura franquista, retirándose con el grado de Teniente General.

## Emblema

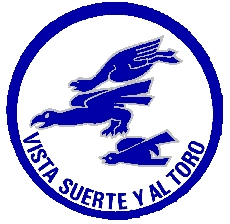
Emblema de la Patrulla Azul.

Con ellos se hizo famoso su emblema, compuesto por un halcón, una avutarda y un mirlo en un círculo blanco con el borde azul y con la leyenda "Vista, suerte y al toro". Cada pájaro representaba a uno de los tres primeros pilotos de la unidad: el halcón era Joaquín García-Morato, la avutarda Narciso Bermúdez de Castro y Zafra-Vázquez y el mirlo, Julio Salvador y Díaz-Benjumea. 
Tras la guerra civil, el emblema acompañó a las unidades de caza que marcharon a Rusia durante la Segunda Guerra Mundial para combatir al lado de los alemanes integrados en la Jagdgeschwader JG 27 bajo el nombre genérico de "Escuadrilla Azul".
Sería utilizado después de manera continuada por sucesivas unidades del Ejército del Aire, considerándose que el emblema representa la tradición de la caza por ser el emblema de Morato, máximo as de la aviación militar española. Con la baja de los Mirage III y el cierre de la Base de Valencia, el Ala 11 que lleva usando el emblema desde hace décadas, se desplazó a la Base Aérea de Morón. En la actualidad el emblema lo sigue usando el Ala 11 dotada con los nuevos reactores Eurofighter Typhoon, que lucen el emblema de la Patrulla Azul en un esquema de baja visibilidad a dos colores.